# 褐色转突蛛
褐色转突蛛（学名：Metleucauge kompirensis），又名金比羅長蹠蛛，为肖峭科转突蛛属的动物。分布于日本、俄罗斯、台湾岛以及中国大陆的四川、湖南、浙江等地，主要栖息于水边灌木丛。该物种的模式产地在日本。